# Ionisationsgrad
Der Ionisationsgrad (selten auch Ionisierungsgrad) ist ein Begriff aus der Physik, der speziell in der Plasmaphysik gebraucht wird.
In der Plasmaphysik wird er benutzt, um Plasmen zu kategorisieren und verschiedene Eigenschaften zu beschreiben. Er kann Werte zwischen Null (vollständig neutral) und Eins (vollständig ionisiert, alle Elektronen sind frei) annehmen. Der Ionisationsgrad ist jedoch kein einfacher Quotient (bspw. in Prozent) aus zwei Teilchenzahlen oder -dichten: Da Atome und Moleküle mehrfach ionisiert werden können und bei Gasgemischen verschiedene Ionisierungsenergien vorliegen, tragen die einzelnen Teile des Gases unterschiedlich stark zum Ionisationsgrad bei.
Einen häufig verwendeten, auf diesen Überlegungen aufbauenden mathematischen Formalismus zur Bestimmung des Ionisationsgrades eines Gases in Abhängigkeit von der Temperatur, Teilchendichte und Ionisierungsenergie liefert die Saha-Gleichung.

## Weiterführendes
- Ulrich Stroth: Plasmaphysik. 1. Auflage. Vieweg+Teubner, Wiesbaden 2011, ISBN 978-3-8348-1615-3.